# 法蒂姆·迪亞拉
法蒂姆·迪亚拉（芬蘭語：Fatim Diarra，1986年—）是芬兰从政人物，生于赫尔辛基。她在2023年芬兰议会选举中當選，代表赫爾辛基選區。她曾是綠色聯盟党副主席之一，也是赫尔辛基市议员；2021年當選市議會議長。她是芬兰最古老的女权组织 Naisasialiitto Unioni 的主席。